# Villa Santa Rosa (Buenos Aires)
Villa Santa Rosa es una localidad argentina del partido de Florencio Varela, provincia de Buenos Aires. Forma parte de la aglomeración del Gran Buenos Aires.
El Polideportivo "La Patriada" y el cementerio municipal de Florencio Varela se ubican en esta localidad.
Muchas de sus calles llevan nombres de países, regiones o localidades europeas, como "Bucarest", "Yugoslavia" o "Noruega"

## Geografía

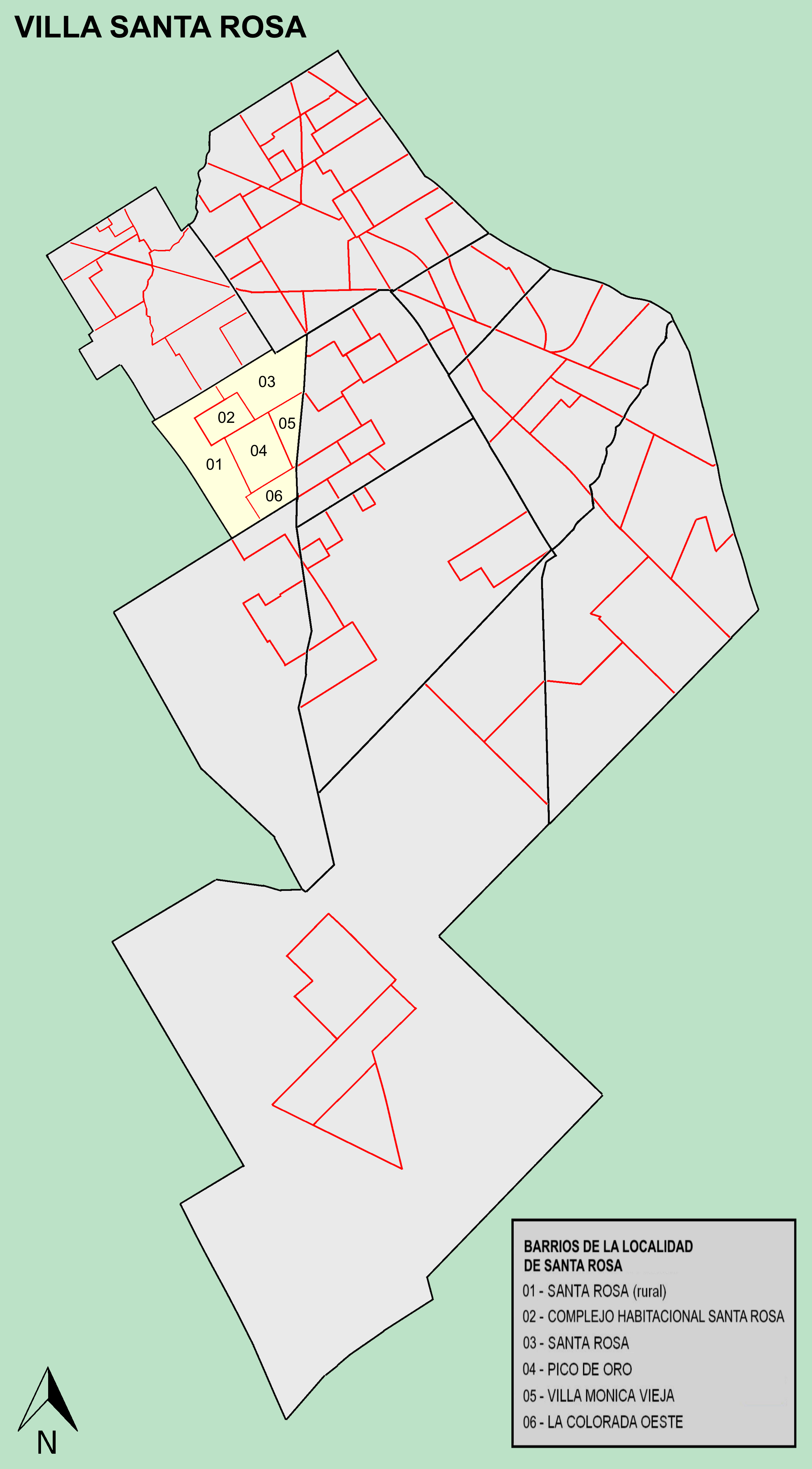
Ubicación y barrios de Villa Santa Rosa en el partido de Florencio Varela.

Limita al norte con las localidades de Gobernador Julio A. Costa (separada de ella por las avenidas Humahuaca y Padre Obispo Jorge Novak) y Florencio Varela (separadas por la avenida Bélgica); al este la Avenida Eva Perón la separa de Villa Vatteone, al sur la Avenida Gral. Manuel Savio hace lo propio con Villa Brown; y al oeste la Avenida Eduardo Ladislao Holmberg la separa de Ministro Rivadavia (partido de Almirante Brown).

### Sismicidad
La región responde a la «subfalla del río Paraná», y a la «subfalla del río de la Plata», con sismicidad baja; y su última expresión se produjo el 5 de junio de 1888 (136 años) de silencio sísmico), a las 3.20 UTC-3, con una magnitud probable, de 5,0 en la escala de Richter (terremoto del Río de la Plata de 1888).
La Defensa Civil municipal debe advertir sobre escuchar y obedecer acerca de
Área de
- Tormentas severas periódicas
- Baja sismicidad, con silencio sísmico de 136 años

## Población

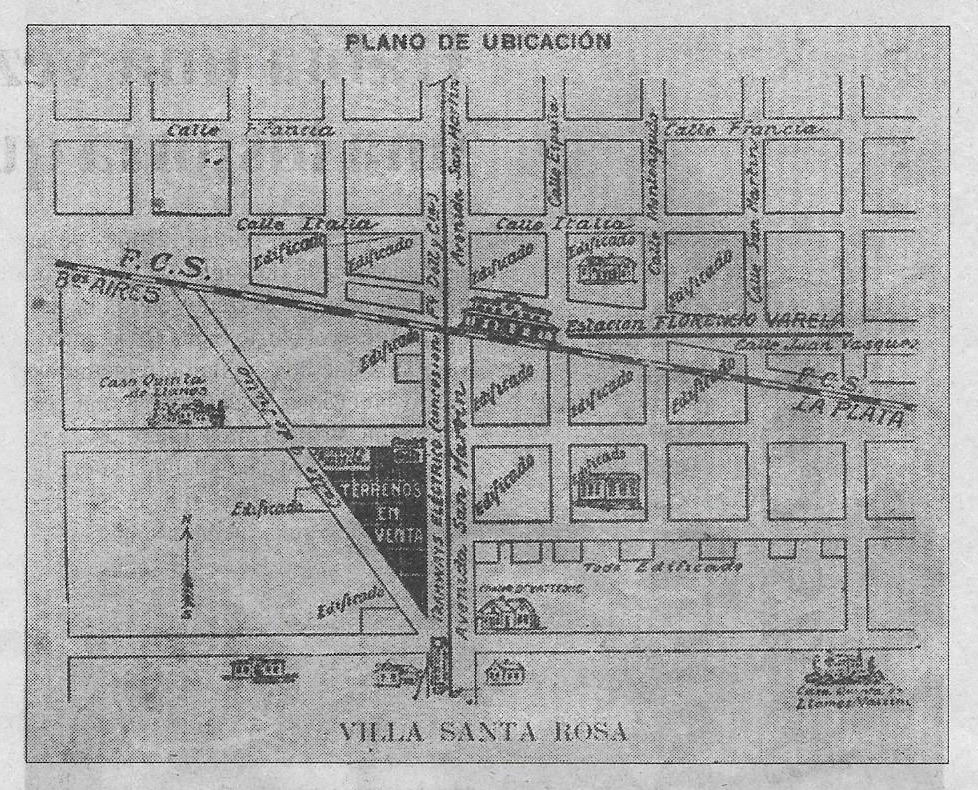
Antiguo plano de loteos en Villa Santa Rosa.

Cuenta con 21,821 habitantes (Indec, 2001) en el casco urbano, y unos 196 habitantes (Indec, 2001) censados como población rural dispersa.

## Educación

### Escuelas
Listado de escuelas públicas de la Localidad Villa Santa Rosa:
- Nro. 19 "Mariano Moreno", Barrio Santa Rosa
- Nro. 41 "Reynaldo Pérez", Barrio Pico de Oro
- Nro. 43 "Ismael Roselli", Villa Mónica Vieja
- Nro. 46 "María Curié", Villa Mónica Vieja

## Salud
Los centros de salud primaria del siguiente cuadro atienden en la localidad:
- CIC Pico de Oro, Barrio Pico de Oro
- Centro de salud Santa Rosa, Barrio Santa Rosa
- Centro de salud "Dr. Amador Roselli", Villa Mónica Vieja
- Posta Sanitaria Complejo Santa Rosa, Complejo habitacional Santa Rosa

## Galería

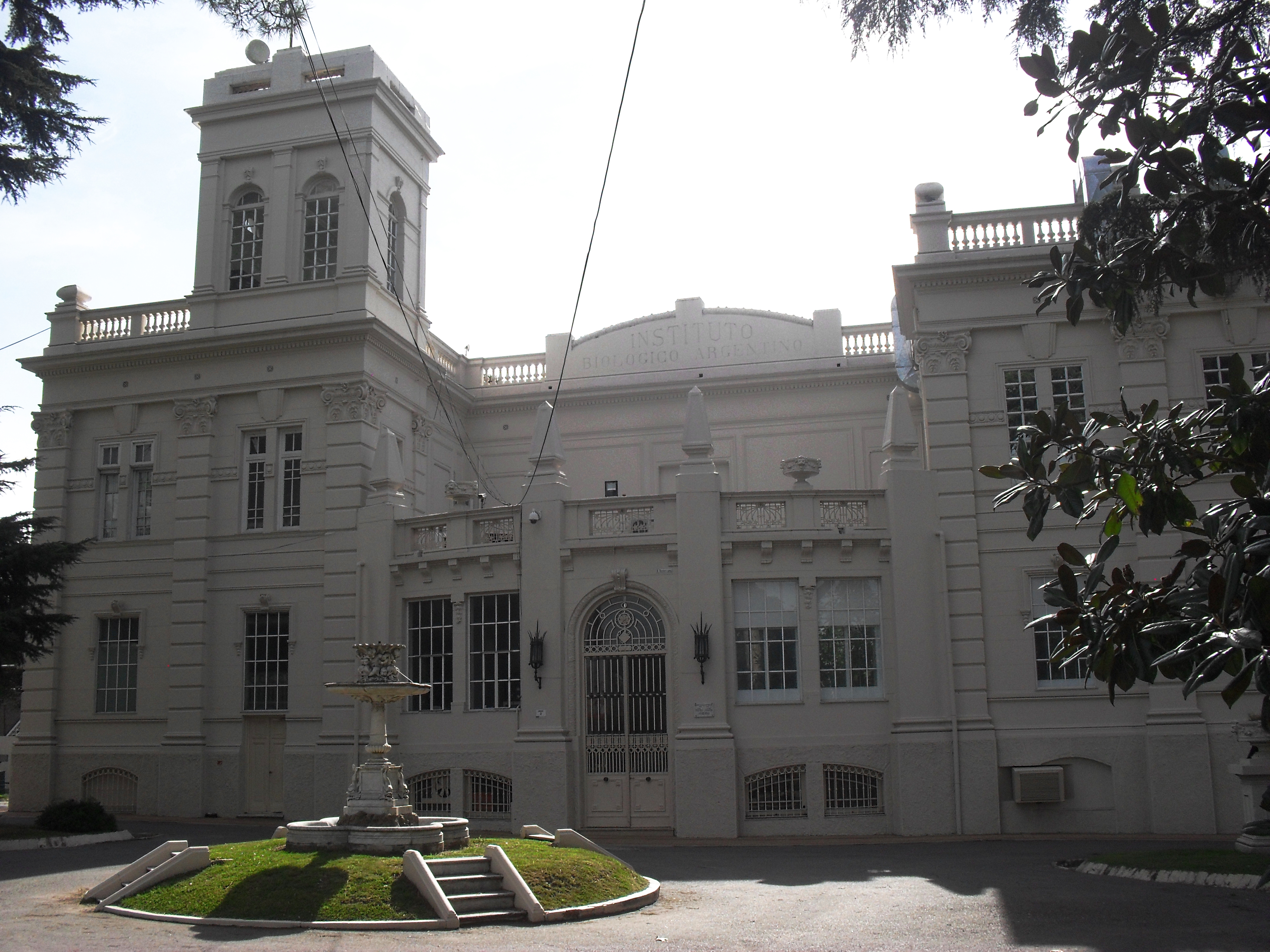
Instituto Biológico Argentino.
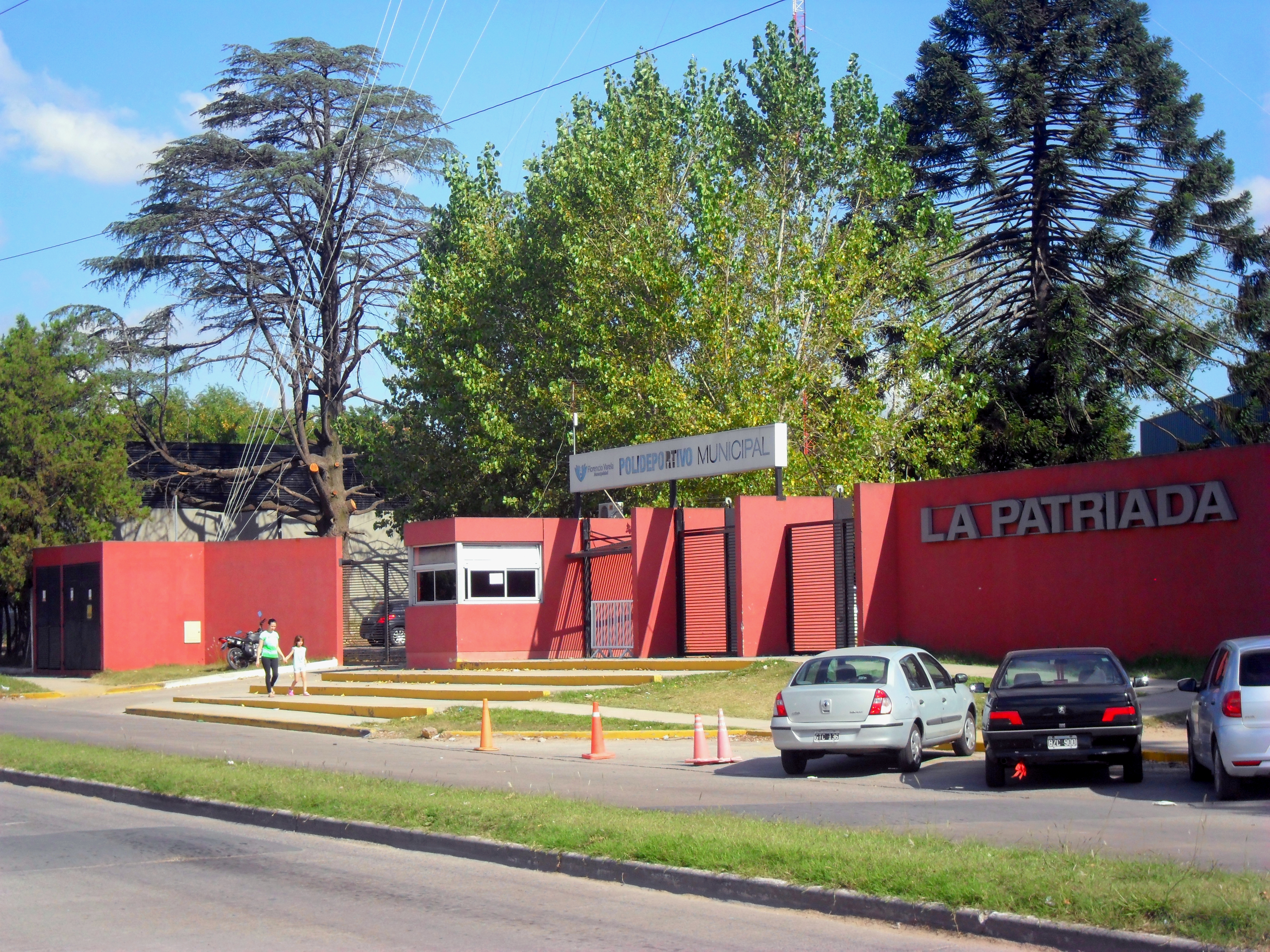
Polideportivo municipal La Patriada.
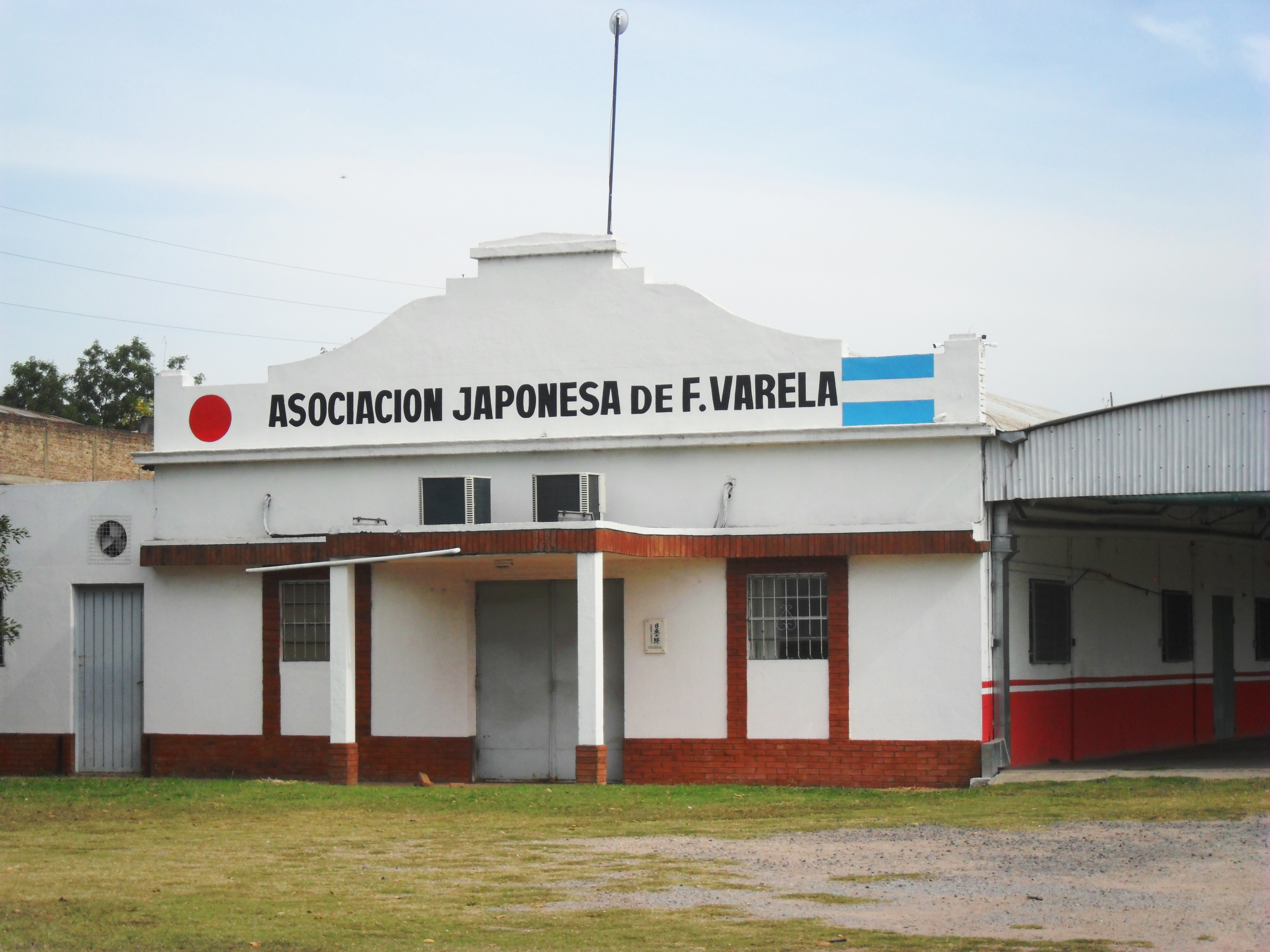
Asociación Japonesa de Florencio Varela.
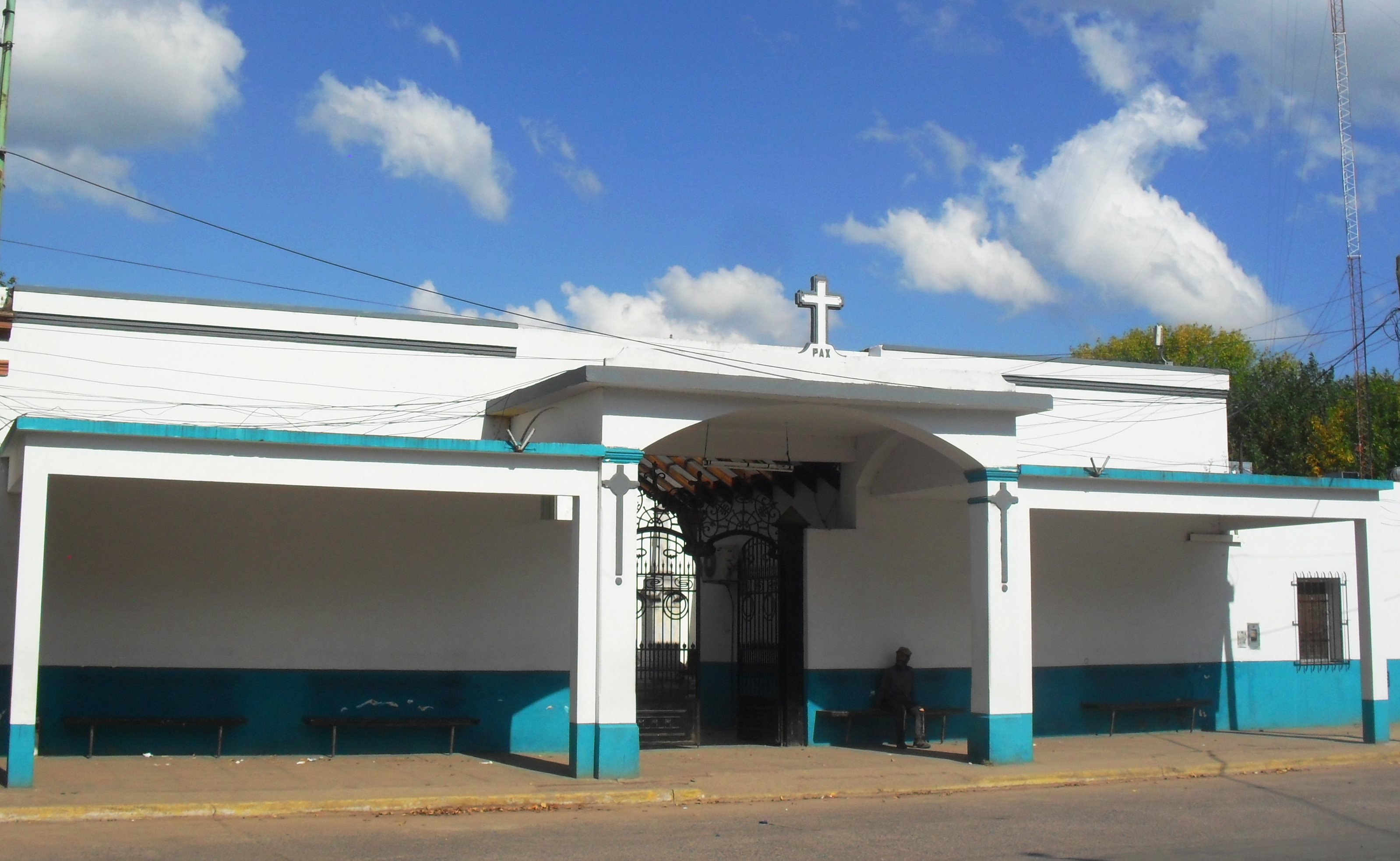
Cementerio municipal de Florencio Varela.
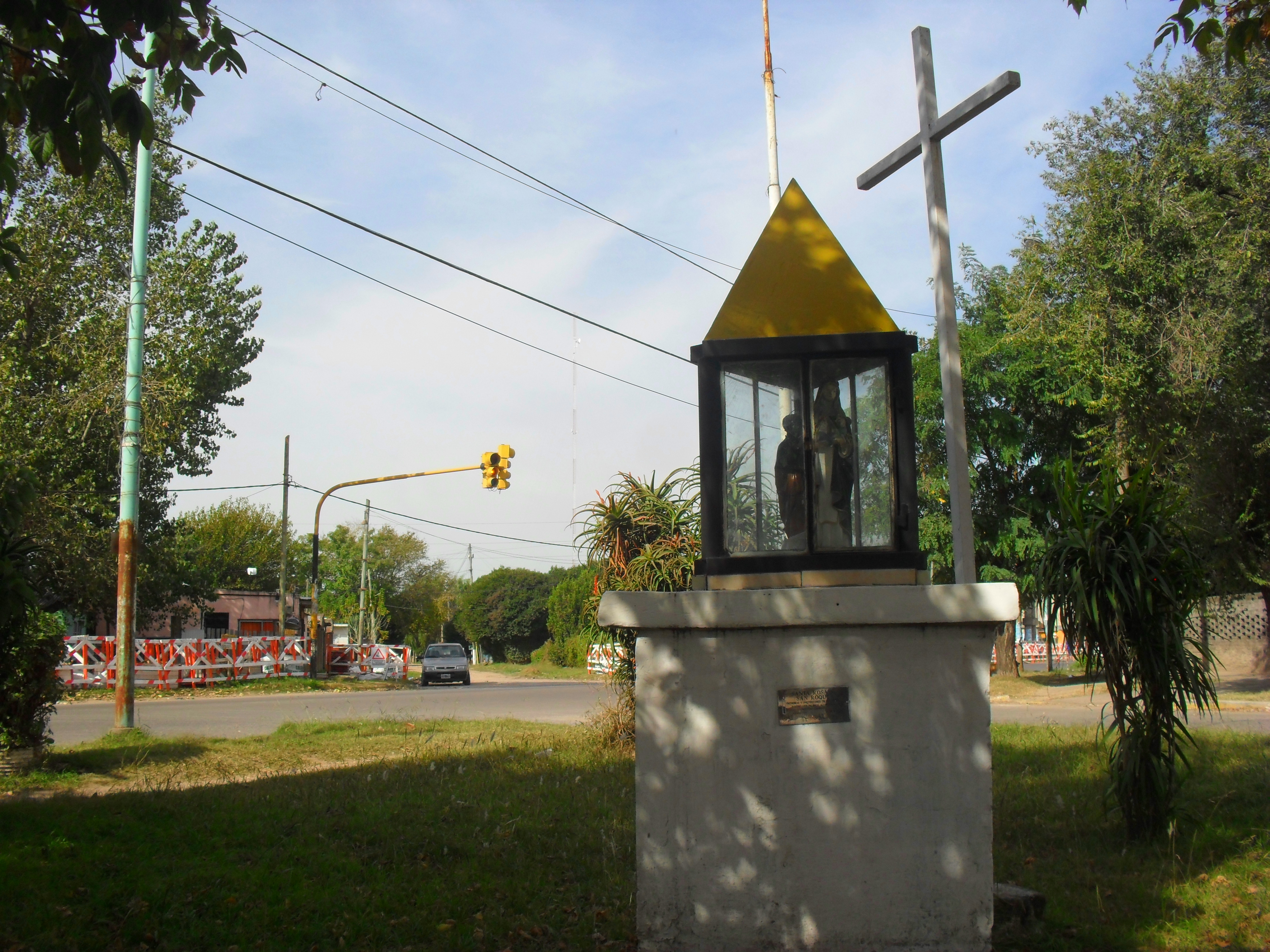
Altar en la plazoleta de las calles Padre Jorge Novak y Milán.
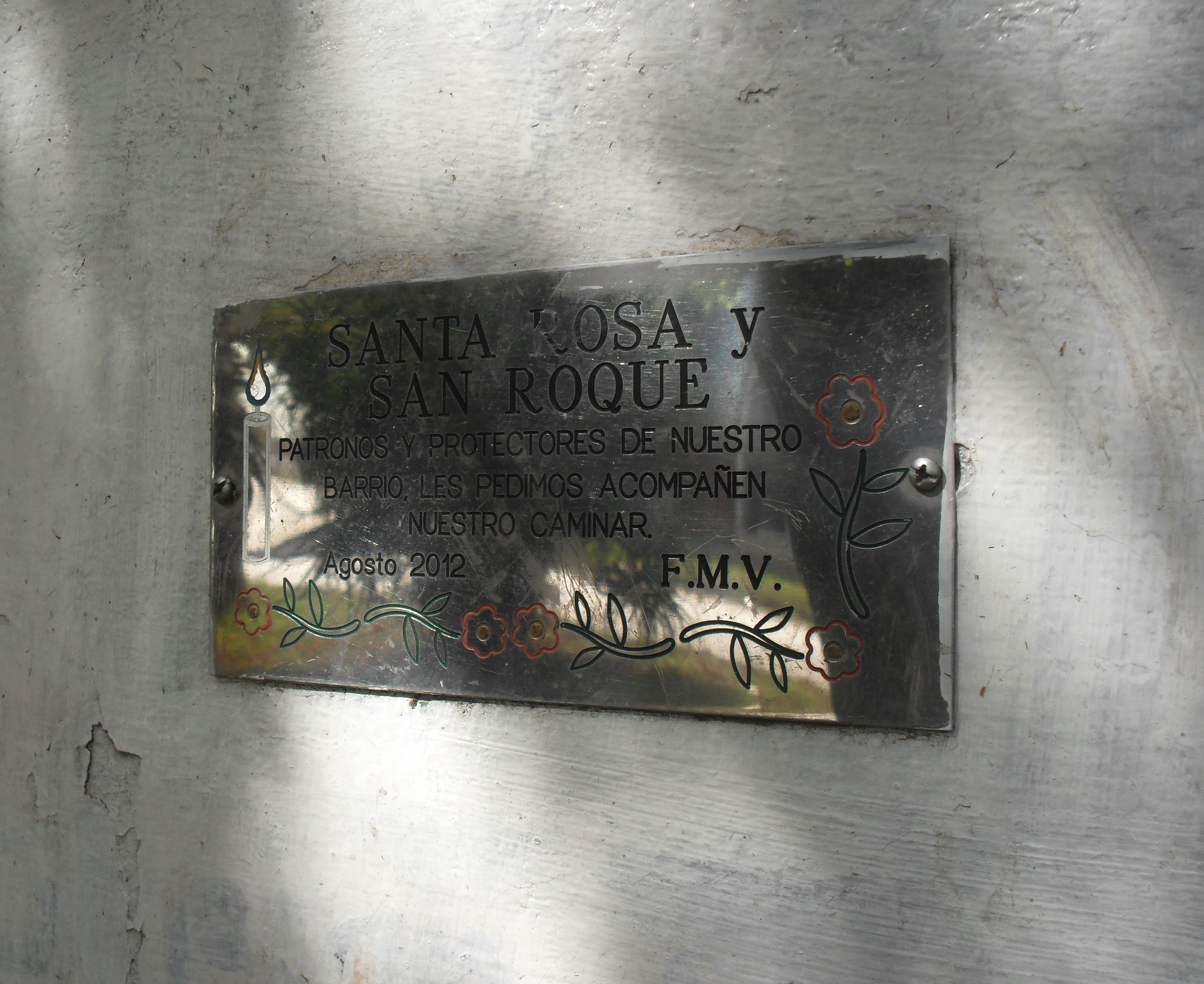
Placa del altar.
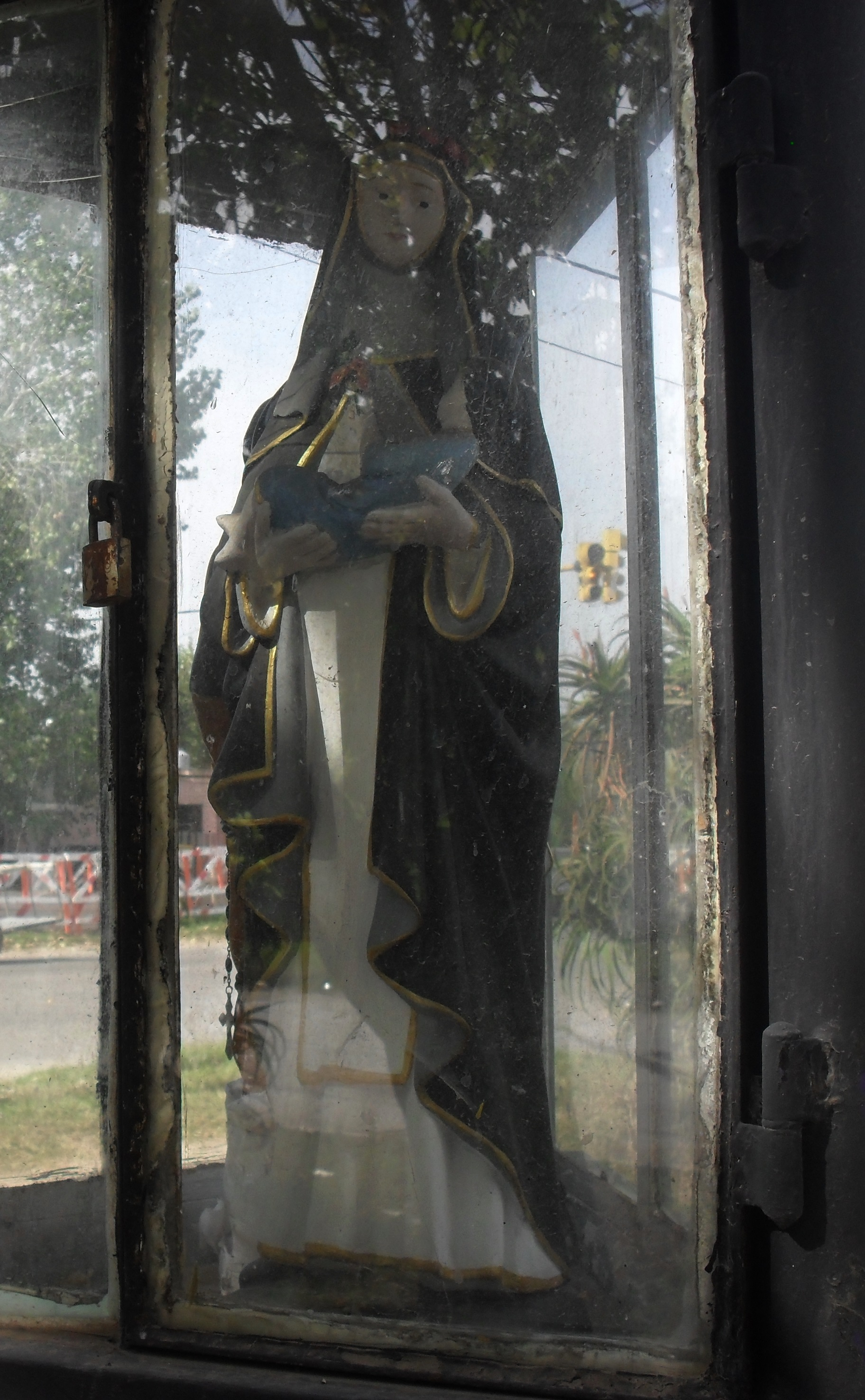
Imagen de Santa Rosa en dicho altar.
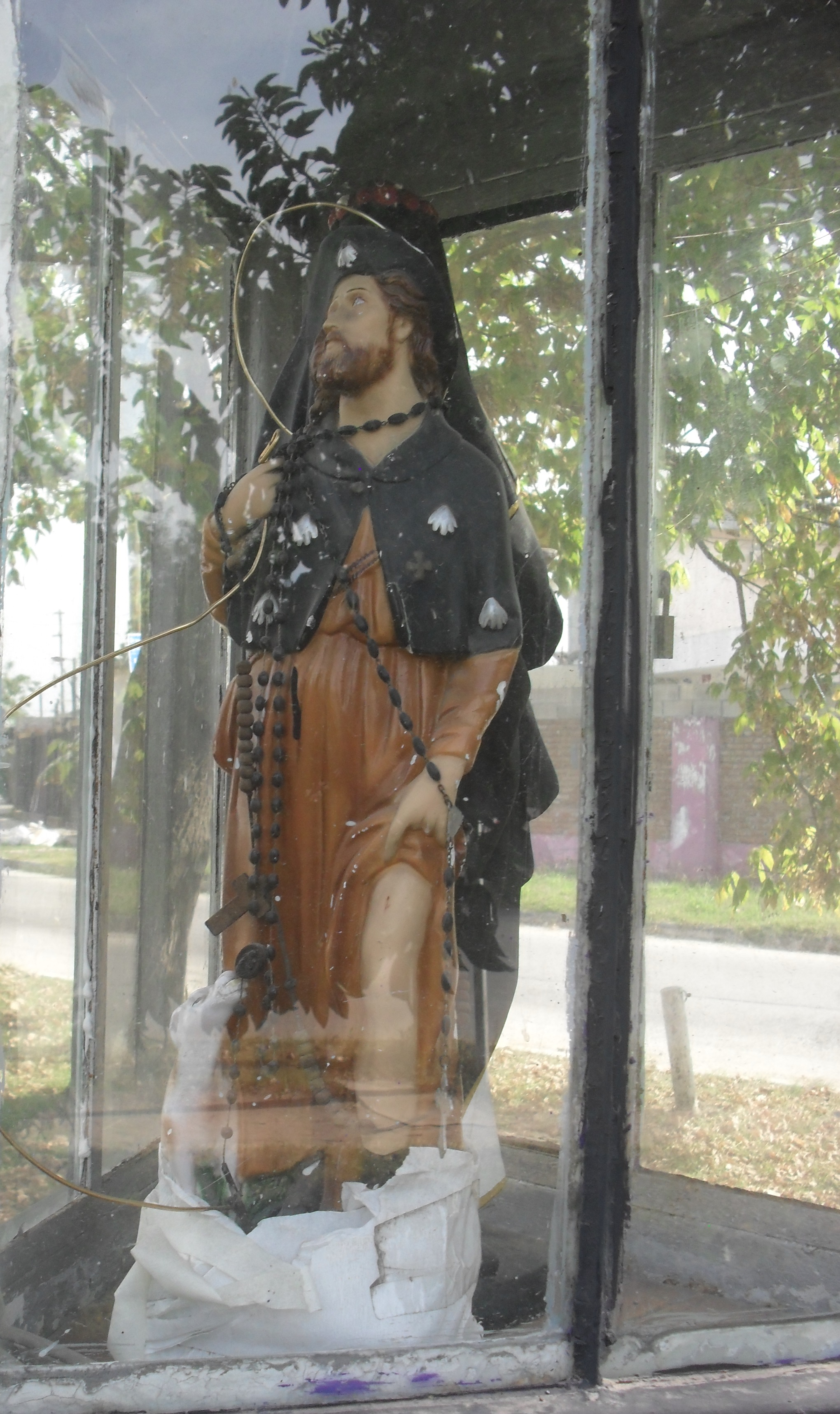
Imagen de San Roque en dicho altar.